# Opernterrassen

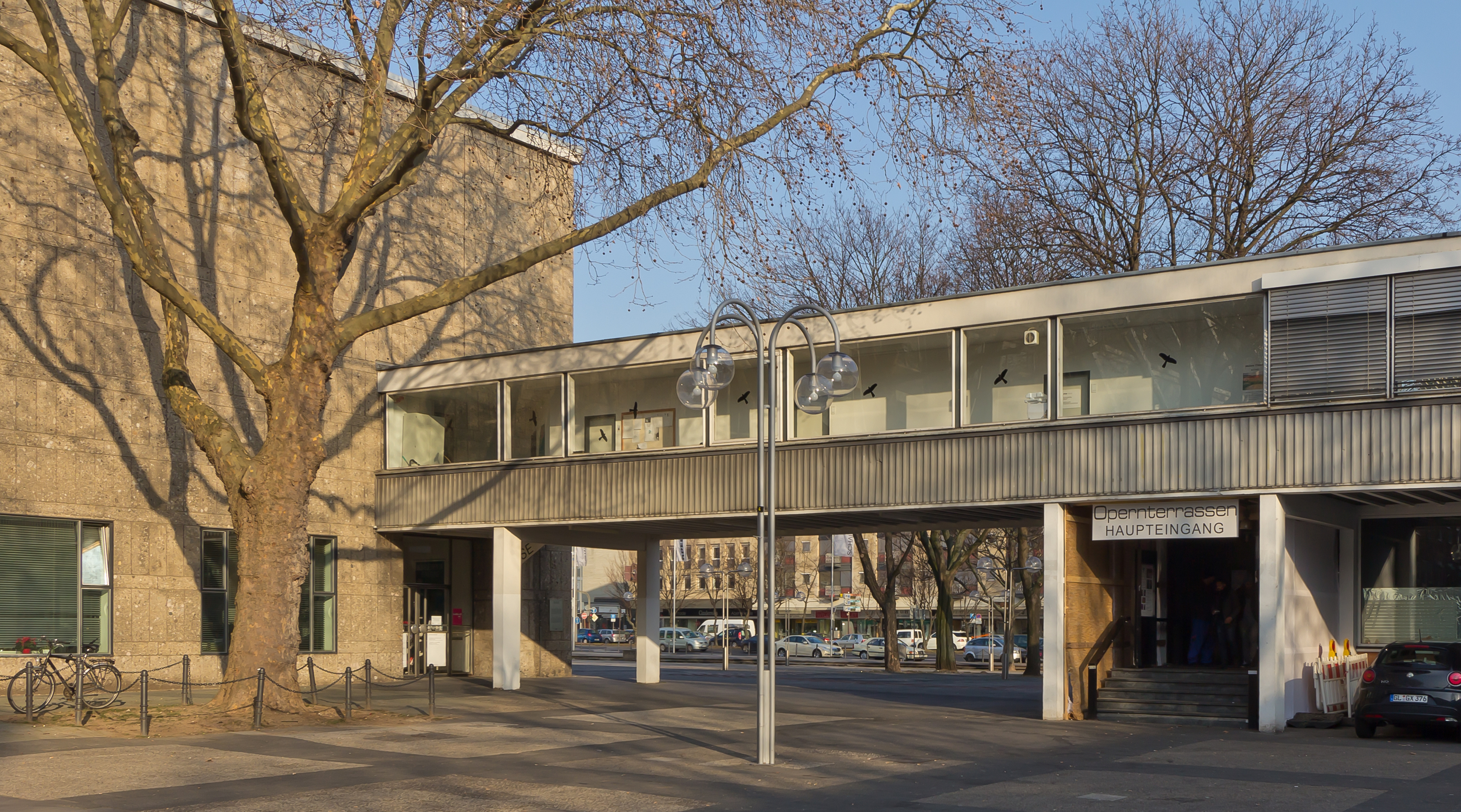
Haupteingang zu den Opernterrassen mit Passage zur Oper

Unter dem Namen Opernterrassen ist ein ehemaliges Geschäftshaus und Restaurant in der Brüderstraße 2–4 in Köln bekannt, das zu dem von Wilhelm Riphahn geschaffenen Ensemble mit Opernhaus und Schauspielhaus gehörte. Er galt mit seinen großen Glasflächen und Terrassenvorbau als „typischer Gastronomie-Pavillon der 50er Jahre“.

## Beschreibung und Geschichte
Der zweigeschossige Pavillonbau wurde im Jahr 1957 nach Plänen des Architekten Wilhelm Riphahn errichtet.
Er besaß keramikverkleidete Fassaden, die auf die benachbarten Gebäude abgestimmt waren. Zur Brüderstraße hin besitzt es ein dreigeteiltes Fenster, dessen Rahmen betont wurde, während sich auf der Seite, die dem Offenbachplatz zugewandt ist, eine verglaste Fassade und eine aufgeständerte Passage zum Opernfoyer befanden. Auf den beiden Etagen des Gebäudes gab es vier Säle. Die beiden Ebenen wurden durch eine Art Atrium verbunden und hatten eine Dachterrasse. Die Opernterrassen waren schlichter und blockhafter gestaltet als die beiden benachbarten Gebäude. Sie gelten als wichtiges Zeugnis der Kölner Architektur der 1950er Jahre.
Seit dem 19. Mai 1989 steht das Gebäude deshalb unter Denkmalschutz, obwohl die Fassadengestaltung von Vorübergehenden offenbar nicht immer als interessant oder ansprechend empfunden wurde: Zwar seien die Opernterrassen ursprünglich erbaut worden, „um ein kulturpolitisches Aufbruchssignal zu setzen“, doch schienen sie tagsüber „nur wenig Charme zu versprühen“ und manche seien wohl „schon an der unscheinbaren Fassade vorbei spaziert“, ohne die Qualitäten des Veranstaltungsortes wahrgenommen zu haben, ist auf einer Seite über Eventlokale in Köln zu lesen.
Während das Bauwerk einst ein Café und das Restaurant Cafè Kranzler (Kempinski) und Mövenpick beherbergte, wurde es bis 2012 vorwiegend als Fest- und Tanzlokal verwendet.

## Sanierung
Im Zuge der Sanierung des Opernquartiers sollten die Pächter der Opernterrassen, die seit Monaten keine Miete mehr bezahlt hatten, bis Ende Januar 2012 das Gebäude geräumt haben. Nachdem dies verweigert worden war, reichte die Stadt Köln eine Räumungsklage ein, da die Bauarbeiten am 18. Juni 2012 beginnen sollten. Für die Sanierung wurde ein Zeitraum von drei Jahren veranschlagt. Danach sollen die Opernterrassen die Vorverkaufskassen, das Kleine Haus des Schauspiels und wie früher einen gastronomischen Betrieb beherbergen. 

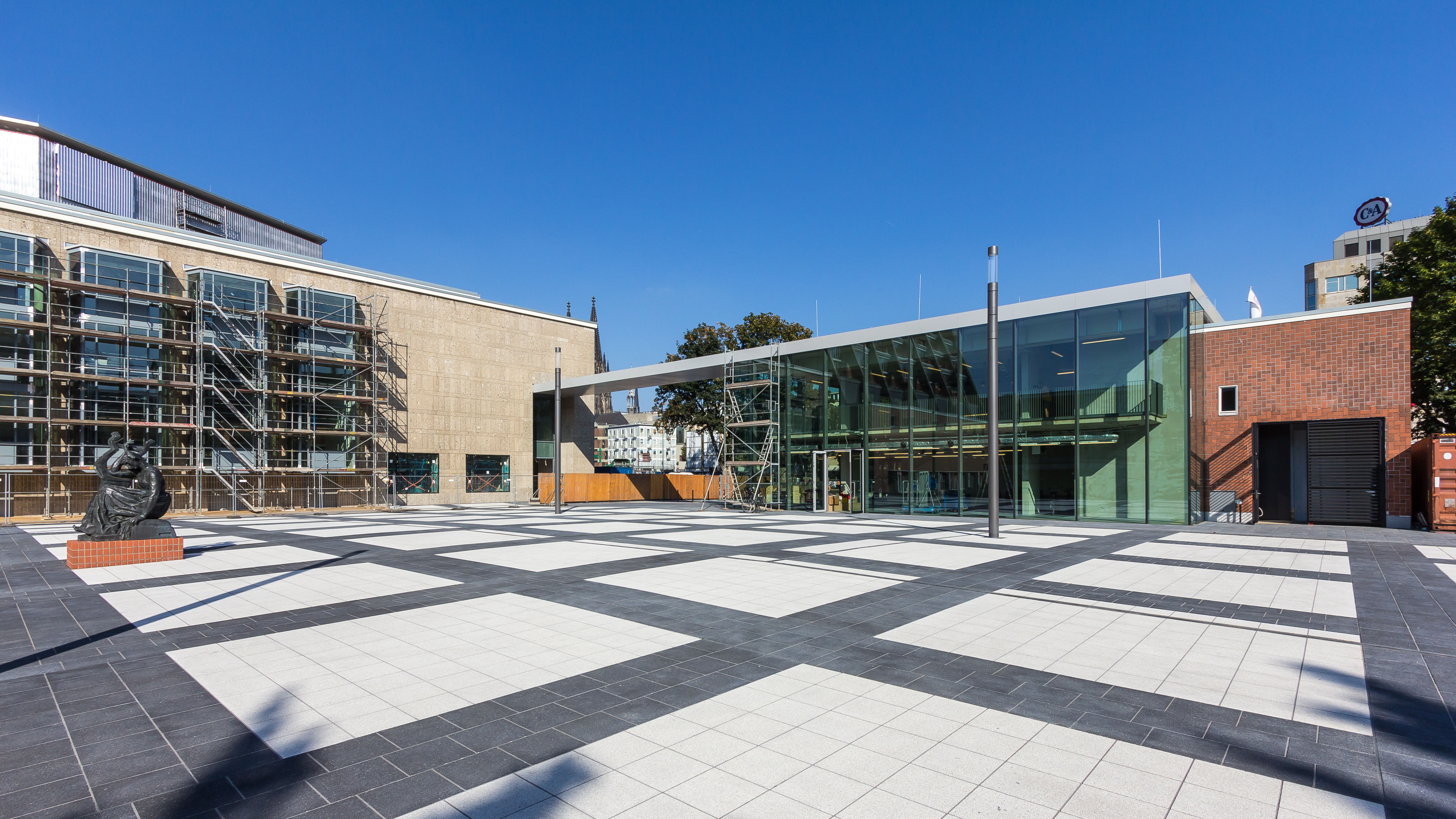
Das Kleine Haus vom kleinen Offenbachplatz aus gesehen, 2016

Bis auf die südliche und östliche Außenmauern wurden die Opernterrassen für die Sanierung niedergelegt. Die Passage zur Oper wurde abgebrochen und durch ein in Traufhöhe des ehemaligen Übergang auskragendes Dach ersetzt.
Nachdem die Gesamtsanierung des Opernquartiers erheblich länger dauert als geplant, nutzt das Schauspiel das neue Kleine Haus seit September 2016 unter dem Namen „Außenspielstätte am Offenbachplatz“. Obwohl das Kleine Haus noch nicht fertig eingerichtet war, wurde es auf Betreiben des Schauspielintendanten Stefan Bachmann für einen provisorischen Spielbetrieb hergerichtet, damit die Bühnen der Stadt Köln am Offenbachplatz wieder präsent sein können.